# Garcilaso de la Vega
Garcilaso El Inca de la Vega, il cui nome di battesimo era Gómez Suárez de Figueroa (Cusco, 12 aprile 1539 – Cordova, 23 aprile 1616), è stato uno scrittore peruviano.
Soprannominato El Inca, fu uno dei primi meticci del Nuovo Mondo. Come scrittore si occupò prevalentemente di tematiche riguardanti il popolo inca.

## Biografia

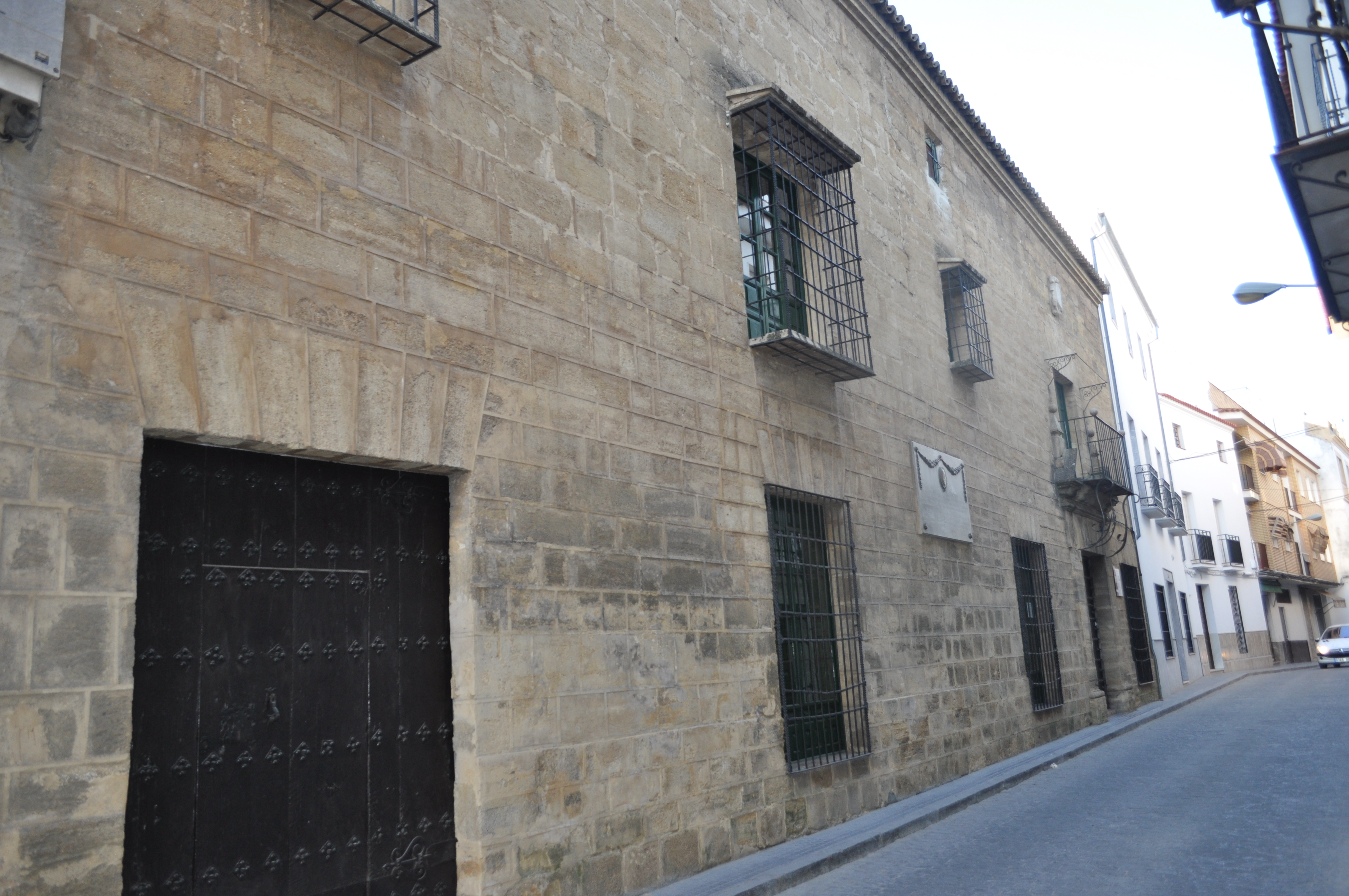
La casa dove visse lo scrittore (oggi un museo) durante la sua permanenza a Montilla.

Era il figlio del conquistador spagnolo Sebastián Garcilaso de la Vega y Vargas e della principessa inca Isabel Suárez Chimpu Ocllo, che era una discendente del potente sovrano inca Huayna Cápac. Come parlante nativo quechua nato a Cuzco, De la Vega scrisse resoconti della vita inca, della storia del popolo e della conquista ad opera degli spagnoli.
Garcilaso de la Vega venne educato in Spagna dopo la morte del padre nel 1560. A quei tempi, i matrimoni tra spagnoli e nativi americani già erano riconosciuti in Spagna. De la Vega dovette presentare il suo caso alla corte spagnola per ricevere il pagamento per il suo servizio alla corona. Amareggiato della sua illegittimità in Spagna ma fiero delle sue origini inca, Garcilaso de la Vega acquisì il soprannome di El Inca. Da notare che a quel tempo, il titolo "Inca" indicava la famiglia regnante e non il popolo in generale.
Egli rimase in Spagna e non tornò nel suo paese nativo (l'odierno Perù) a causa del pericolo che il suo lignaggio reale rappresentava in quei tempi incerti. Egli entrò nel servizio militare spagnolo nel 1570 e si guadagnò il grado di capitano partecipando alla repressione della rivolta dei Moriscos a Granada, sotto il comando di don Giovanni d'Austria. In seguito andò a combattere anche in Italia, dove conobbe il filosofo neoplatonico Leone Ebreo.
Nel 1590, molto probabilmente amareggiato per la scarsa considerazione in cui era tenuto nell'esercito a causa della sua condizione di meticcio, abbandonò le armi e prese gli ordini sacri. Iniziò allora a frequentare i circoli umanistici di Siviglia, Montilla e Cordova e si dedicò allo studio della storia e alla lettura dei poeti classici e rinascimentali. Il frutto di queste letture fu la traduzione dall'italiano dei Dialoghi d'amore di Leone Ebreo.

## Opere
Scrisse poi i famosi Commentari reali degli Inca (1609), considerati il suo capolavoro, basati sulle storie che egli aveva sentito raccontare dai suoi parenti inca quando era bambino a Cuzco. I Commentari contengono due sezioni: la prima riguardante la vita degli Inca, la seconda tratta della conquista spagnola del Perù. La sua conclusione sullo spopolamento nelle regioni dell'Impero Incaico furono dovute agli eccessi di entrambe le parti.
```
Molti anni dopo, quando la guerriglia di 
Túpac Amaru II
 aveva molta presa, un editto reale di 
Carlo III di Spagna
 proibì la pubblicazione dei 
Commentari
 a 
Lima
 per i contenuti considerati "pericolosi". Il libro da allora non fu più stampato in America fino al 
1918
, ma continuò a circolare clandestinamente.
```

Un'altra sua opera storico letteraria è La Florida del Inca, pubblicata nel 1605.

## Data di morte
"El Inca" Garcilaso de la Vega morì il 23 aprile 1616 all'età di 77 anni, nella stessa data della morte di Miguel de Cervantes Saavedra, autore del Don Chisciotte e di William Shakespeare. Da notare che, siccome l'impero spagnolo seguiva il calendario gregoriano mentre l'Inghilterra seguiva ancora quello giuliano, queste morti non sono avvenute nello stesso giorno. Ciononostante, l'UNESCO ha scelto il 23 aprile, considerata come la data di morte di questi tre grandi scrittori, per celebrare annualmente la Giornata mondiale del libro e del diritto d'autore.

## Dediche

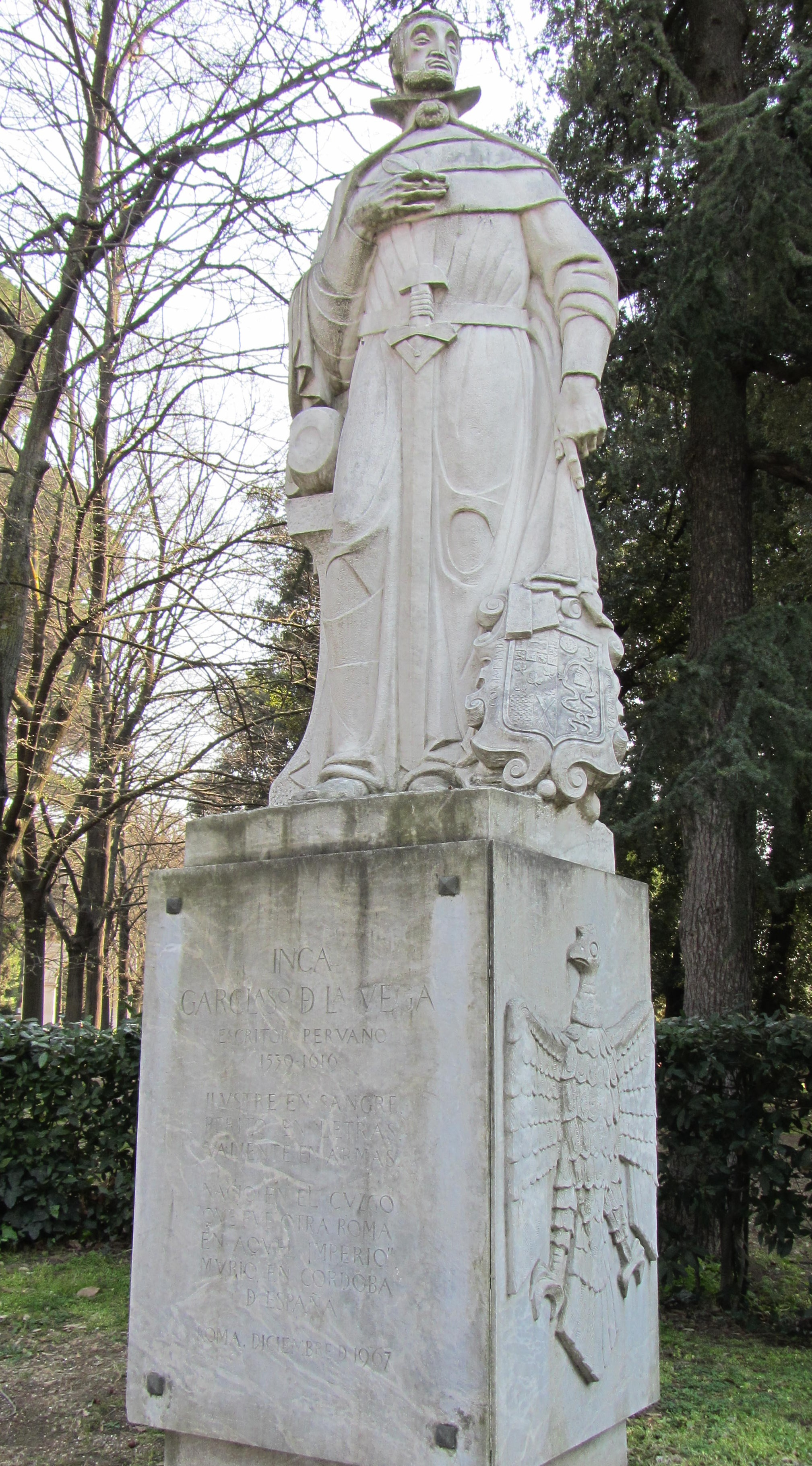
Il monumento dedicato a Garcilaso de la Vega, situato a Villa Borghese.

- Il principale stadio di Cusco, lo Stadio Garcilaso de la Vega, fu così chiamato in suo onore nel 1950.
- L'Università Inca Garcilaso de la Vega, fondata a Lima nel 1964, prende il nome dallo scrittore peruviano.[3]
- A Garcilaso de la Vega è dedicato un monumento situato a Villa Borghese, a Roma. Tale monumento venne realizzato da Joaquin Roca Rey nel 1967.[4][5]